# Brzegowski Dział

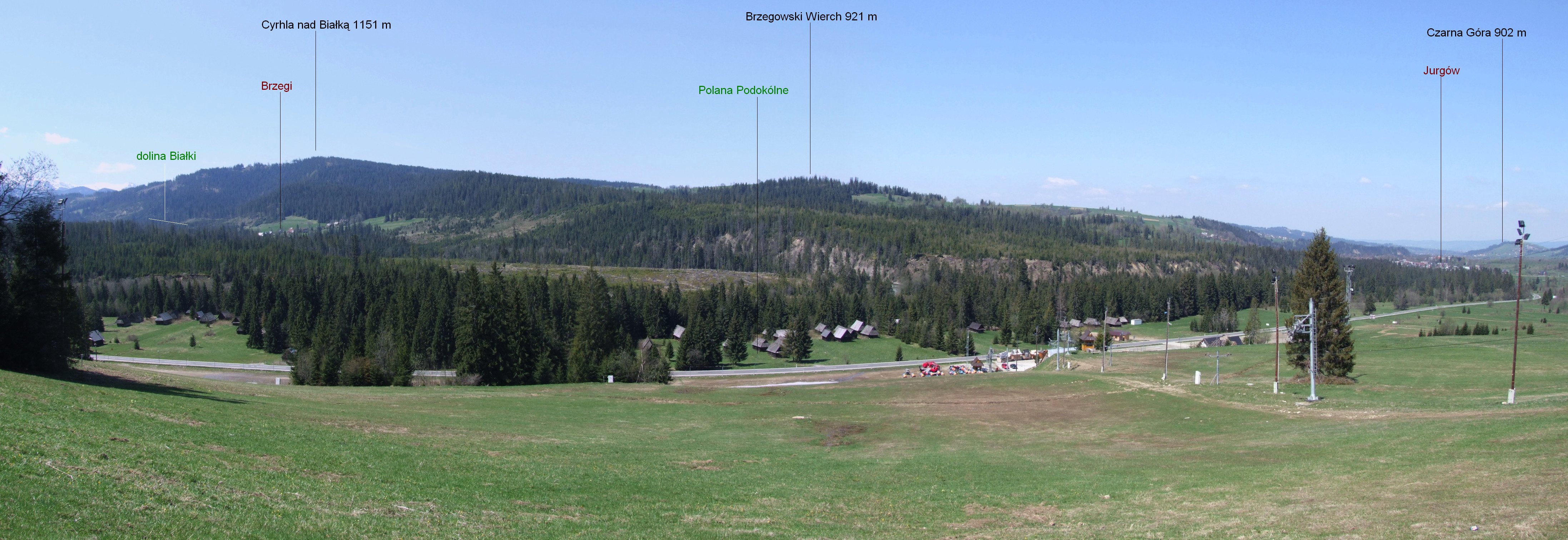
Brzegowski Dział, widok od wschodniej strony

Brzegowski Dział – główny grzbiet Pogórza Bukowińskiego. Jest przedłużeniem grzbietu Tatr. Biegnie nim szosa z Bukowiny Tatrzańskiej na Łysą Polanę. Nazwa pochodzi od miejscowości Brzegi, oraz od tego, że grzbietem tym biegnie dział wodny między Porońcem (po zachodniej stronie grzbietu) a Białką (po wschodniej stronie grzbietu).
Brzegowski Dział rozpoczyna się na południowej stronie Wierchporońca (1105 m) i biegnie w północnym kierunku (z odchyleniem na wschód) do Cyrhli nad Białką (1155 m), będącej najwyższym wzniesieniem Pogórza Bukowińskiego. Na zachodnich stokach tego szczytu znajduje się widokowa polana Głodówka, przez którą prowadzi szosa. Następnie Brzegowski Dział poprzez Wysoki Wierch (1017 m) opada w północnym kierunku (z odchyleniem na zachód) do Klina zwanego też Bukowińskiem Wierchem (956 m), gdzie rozgałęzia się na dwa ramiona; zachodnie i północne. Pomiędzy tymi ramionami spływa na północ potok Leśnica. Ramię zachodnie biegnie wzdłuż potoku Poroniec i opada w północno-zachodnim, a potem zachodnim kierunku do Poronina. Wyróżniają się na nim wzniesienia Olczańskiego Wierchu (978 m) i Galicowej Grapy (830 m), najbardziej na zachód wysuniętego wzniesienia Pogórza Bukowińskiego. Ramię północne poprzez Kuruców Wierch (945 m), Koszarków Wierch (969 m), Horników Wierch (928 m), Jankulakowski Wierch (934 m). Kotelnicę (917 m) i Buczów Wierch (750 m) opada łagodnym grzbietem aż po równinę po południowo-wschodniej stronie Grzebieniowej Skały i Cisowej Skały stanowiącej północne ograniczenie Pogórza Bukowińskiego. Oprócz tego od Brzegowego Działu odbiega na boki kilka krótkich bocznych grzbietów. M.in jest to grzbiet opadający od Cyrhli nad Białką w północno-wschodnim kierunku poprzez Brzegowski Wierch (921 m) do Jurgowa.
Górna część Brzegowskiego Działu odcina od siebie dwie części Rowu Podtatrzańskiego: Rów Poroniński i Rów Podspadzki.